# Rue Émile-Allez
La rue Émile-Allez est une voie du 17e arrondissement de Paris, en France.

## Situation et accès
La rue Émile-Allez est une voie publique située dans le 17e arrondissement de Paris. Elle débute au 29, boulevard Gouvion-Saint-Cyr et se termine au 7, rue Roger-Bacon.

## Origine du nom

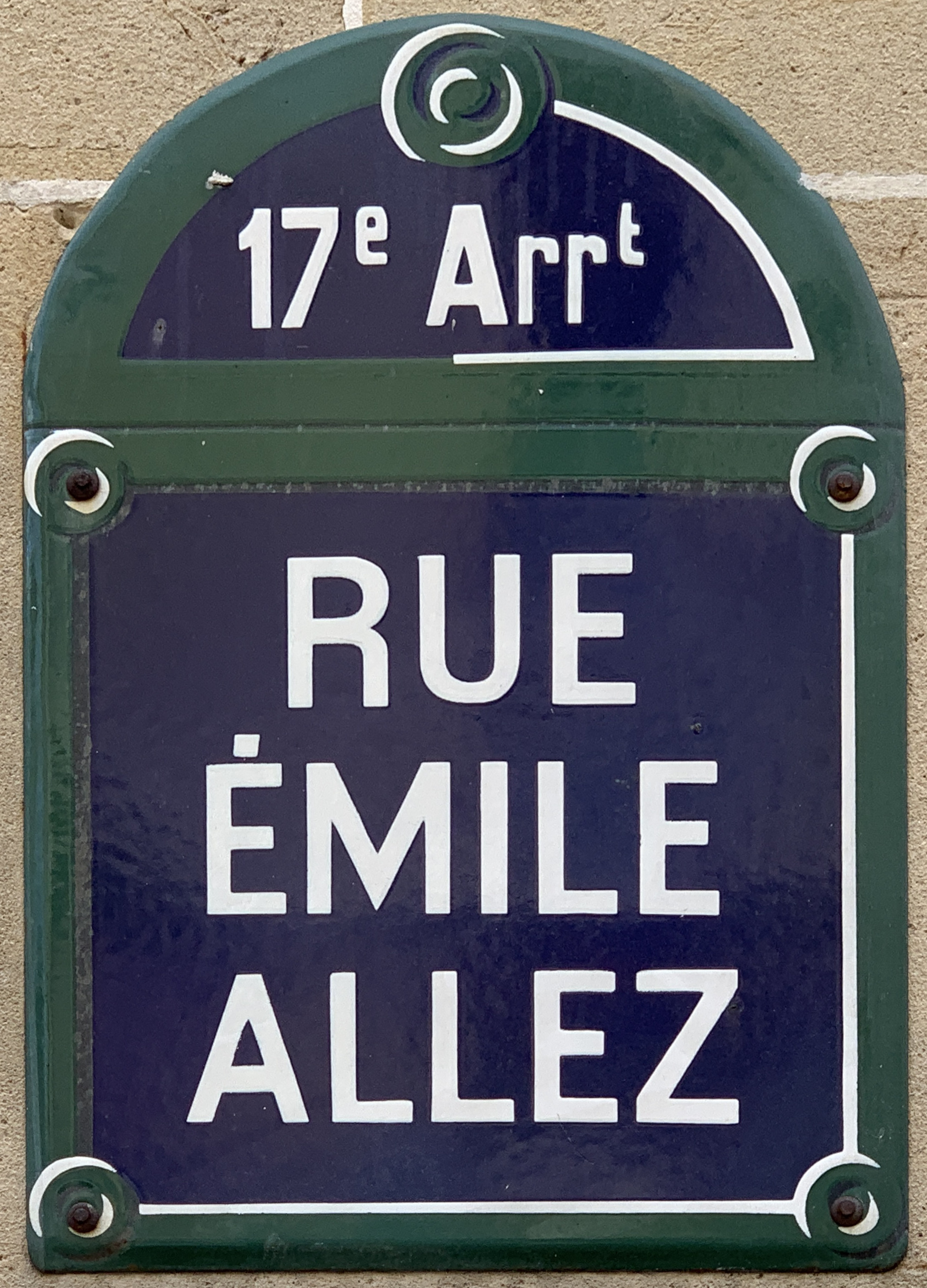
Plaque de la rue.

La rue tire son nom de celui d'un ancien propriétaire.

## Historique
Cette voie est ouverte en 1871 sous le nom de « rue Martin », du nom de l'ancien propriétaire, M. Martin.
Classée dans la voirie parisienne par décret du 23 mai 1906, elle prend sa dénomination actuelle par arrêté du 24 juin 1907.

## Bâtiments remarquables et lieux de mémoire
- À la fin du xixe siècle, l'artiste peintre Édouard Rosset-Granger (1853-1934) travaille dans un atelier situé au no 5[1] (numérotation de l'époque), remplacé depuis par un immeuble. Il le quitte en 1902 pour s'installer dans son nouvel atelier du 45, avenue de Villiers.
- Claude Schürr (1921-2014), artiste peintre, installa en 1950 son atelier rue Émile-Allez.
- L'acteur Fernand Charpin (1887-1944) y est mort le 7 novembre 1944, après avoir monté par l'escalier les sept étages de son immeuble, 3 rue Émile-Allez, alors qu'il est cardiaque.